# Cheumatopsyche kebumena
Cheumatopsyche kebumena är en nattsländeart som beskrevs av Malicky 1997. Cheumatopsyche kebumena ingår i släktet Cheumatopsyche och familjen ryssjenattsländor. Inga underarter finns listade i Catalogue of Life.